# Ivan Tsarévitch
Ivan Tsarévitch (en russe : Ива́н Царе́вич ou Иван-царевич, littéralement Jean le Prince) est l'un des principaux héros du folklore russe, habituellement un protagoniste, souvent en lutte contre Kochtcheï. Le personnage a été popularisé hors de Russie par le ballet de Serge Diaghilev et Igor Stravinsky, L'Oiseau de feu, créé en 1910, dans lequel Ivan joue l'un des rôles principaux.

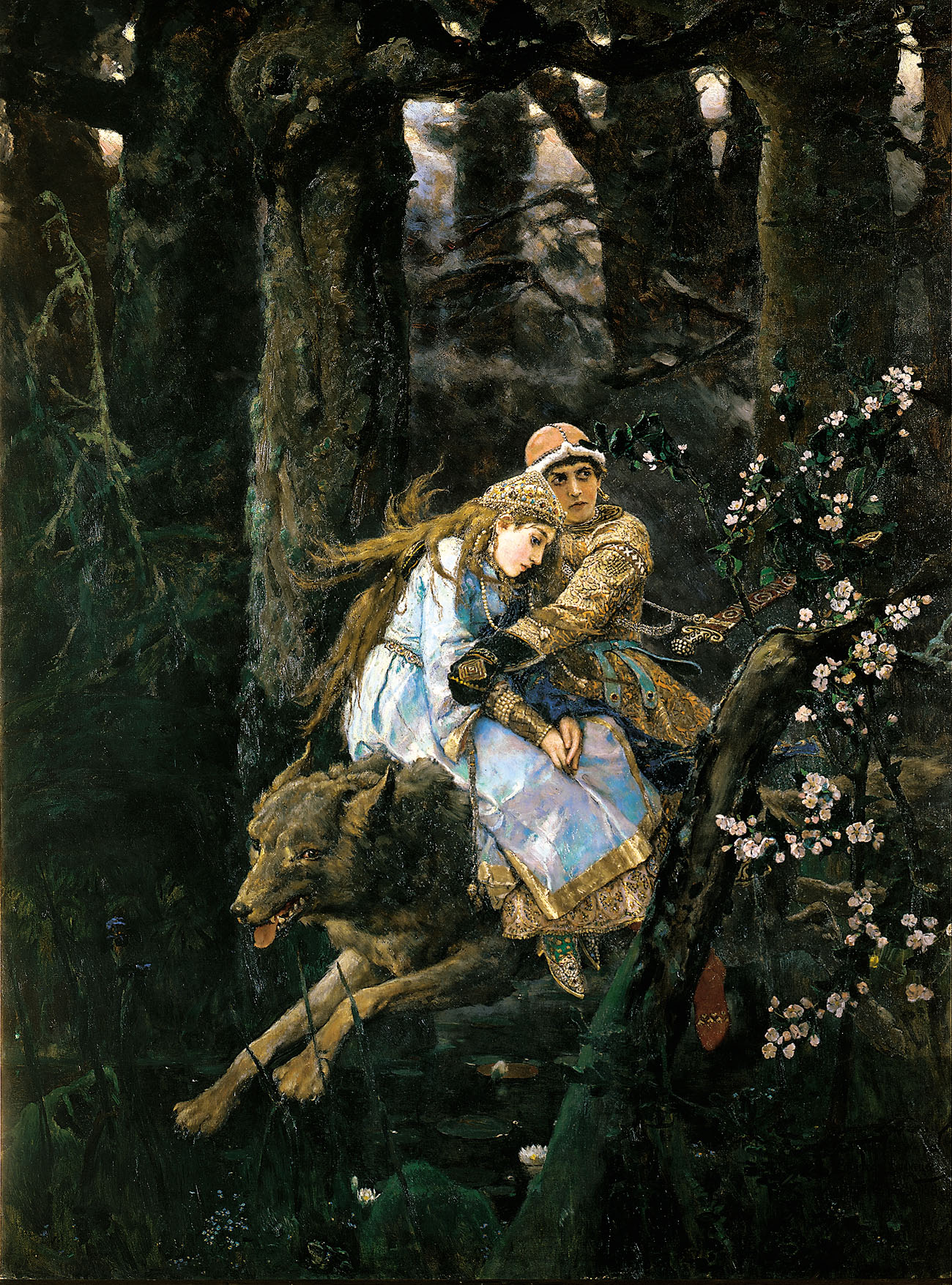
Viktor Vasnetsov, Ivan Tsarévitch chevauchant le loup gris.

Il est souvent présenté — mais pas toujours — comme le plus jeune de trois fils, par exemple dans l'une des variantes du conte Les Trois Royaumes (de cuivre, d'argent et d'or), où il est le fils de Nastassia la Belle. Diverses traditions lui attribuent différentes épouses, notamment Helena la Belle, Vassilissa la Sage et Maria des Mers (Maria Morevna).
Parmi les contes qui mettent en scène Ivan Tsarévitch, on peut citer Ivan Tsarévitch et le loup gris, La Princesse-Grenouille, Le Tsar de l'Onde et Vassilissa la très-sage, La Montagne de cristal ou encore Maria des Mers (Maria Morevna). 

## Ivan Tsarévitch dans l'art

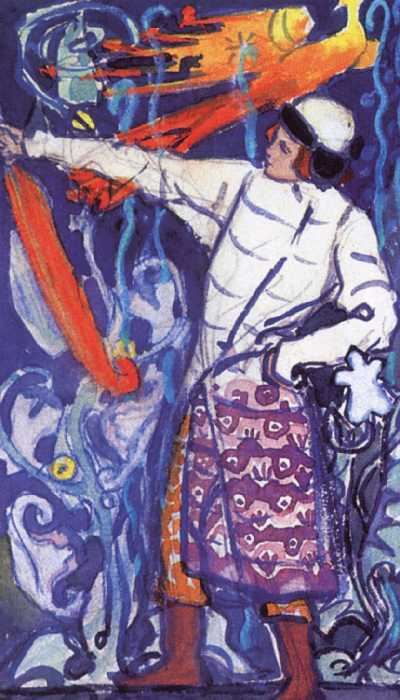
Yelena Polenova, Ivan Tsarévitch et l'oiseau de feu, 1896.
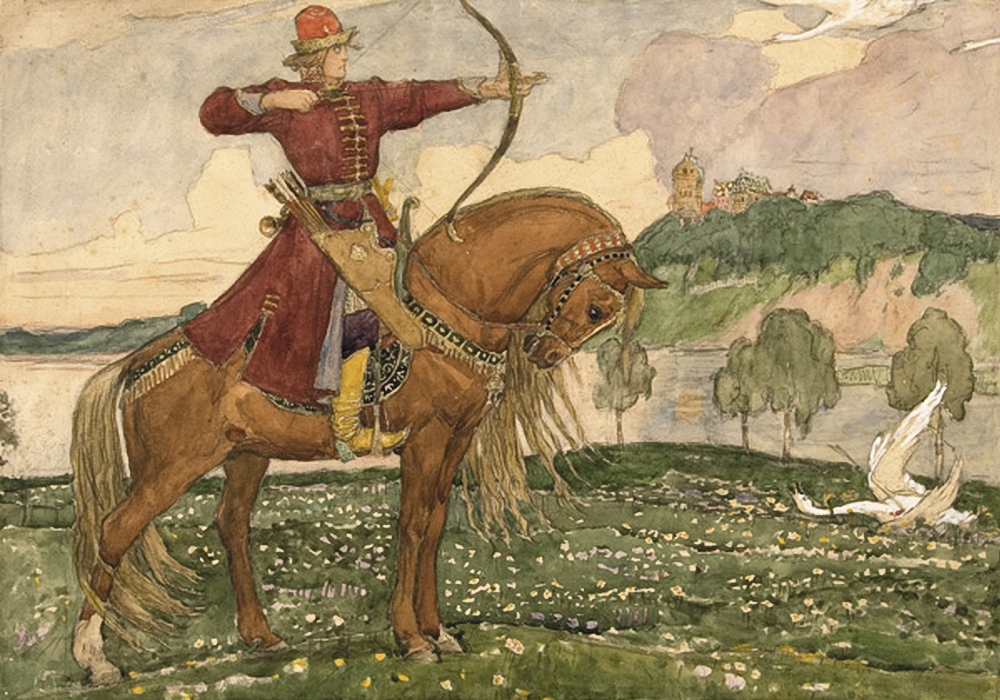
Viktor Vasnetsov, Ivan Tsarévitch et le cygne, début XXe siècle.
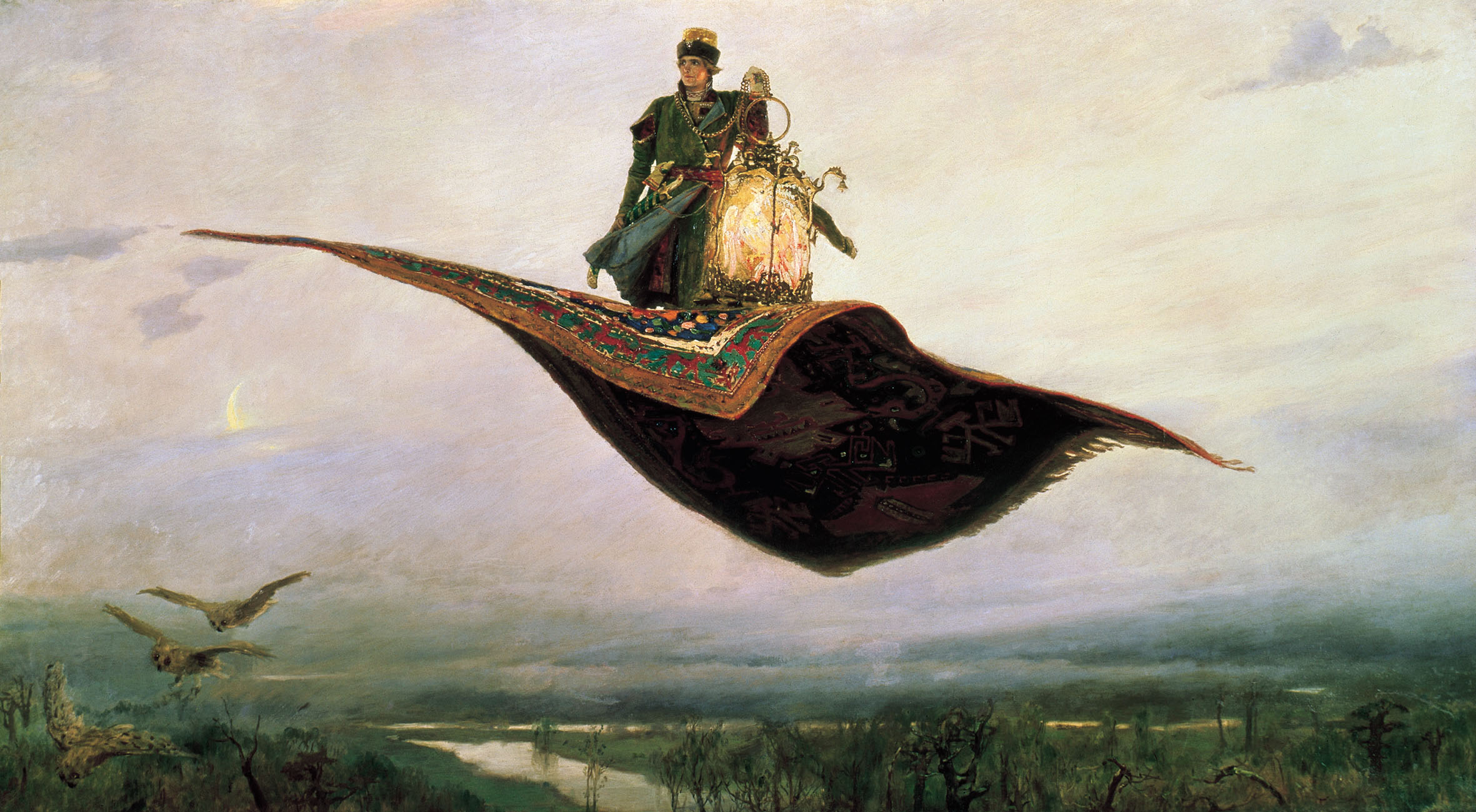
Victor Vasnetsov ; le tapis volant ou Ivan Tsarévitch sur un tapis volant ramenant l'Oiseau de feu, 1880.
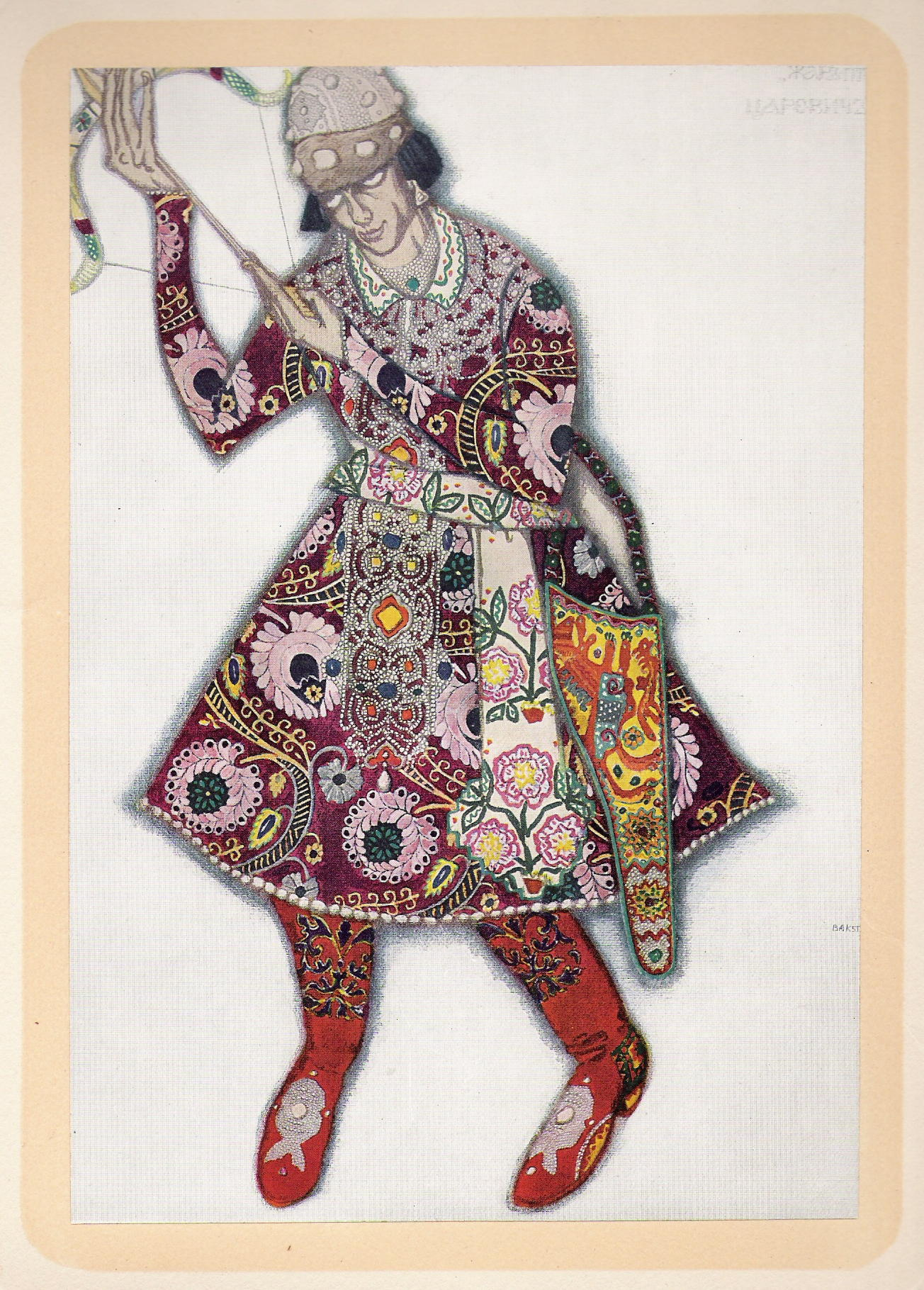
Le prince Ivan Tsarévitch, projet de costume par Léon Bakst pour L'Oiseau de feu.